# 2008-as wimbledoni teniszbajnokság
A 2008-as wimbledoni teniszbajnokság az év harmadik Grand Slam-tornája, a Wimbledoni teniszbajnokság 122. kiadása volt. Az All England Lawn Tennis and Croquet Club füves pályáin rendezték meg, Wimbledonban, London külvárosában, 2008. június 23-ától július 6-áig.
A férfi egyes döntője zsinórban harmadik évben a világelső, ötszörös címvédő Roger Federer és Rafael Nadal összecsapását hozta. A mérkőzés 4 órán 48 perc játékidő és több esőszünet után dőlt el Nadal javára 6–4, 6–4, 6–7(5), 6–7(8), 9–7 arányban, miután Federer meccslabdáról küzdötte magát vissza a negyedik szettben. Ez volt minden idők leghosszabb wimbledoni döntője. Nadal lett az első Björn Borg óta, aki egy évben megnyerte a Roland Garrost és Wimbledont is, az első spanyol győztes az open érában. Federer először kapott ki füves pályán 2002 óta. A mérkőzést sokan minden idők legjobb teniszmérkőzéseként emlegetik.
A női egyes döntőjében az amerikai testvérpár, Serena Williams és a címvédő Venus Williams találkozott. A meccset Venus nyerte 7–5, 6–4 arányban, ezzel ötödik wimbledoni címét szerezte meg. Az egész tornát szettveszteség nélkül fejezte be, mind egyesben, mind párosban, ahol Serena oldalán harmadszor hódították el a trófeát. Ez volt a hetedik "Williams-házidöntő" Grand Slam-tornákon és a második Venus-diadal.

## Döntők

### Férfi egyes
Rafael Nadal –  Roger Federer, 6–4, 6–4, 6–7(5), 6–7(8), 9–7

### Női egyes
Venus Williams –  Serena Williams, 7–5, 6–4

### Férfi páros
Daniel Nestor /  Nenad Zimonjic –  Jonas Björkman /  Kevin Ullyett, 7–6(12), 6–7(3), 6–3, 6–3

### Női páros
Serena Williams /  Venus Williams –  Lisa Raymond /  Samantha Stosur, 6–2, 6–2

### Vegyes páros
Bob Bryan /  Samantha Stosur –  Mike Bryan /  Katarina Srebotnik, 7–5, 6–4

## Juniorok

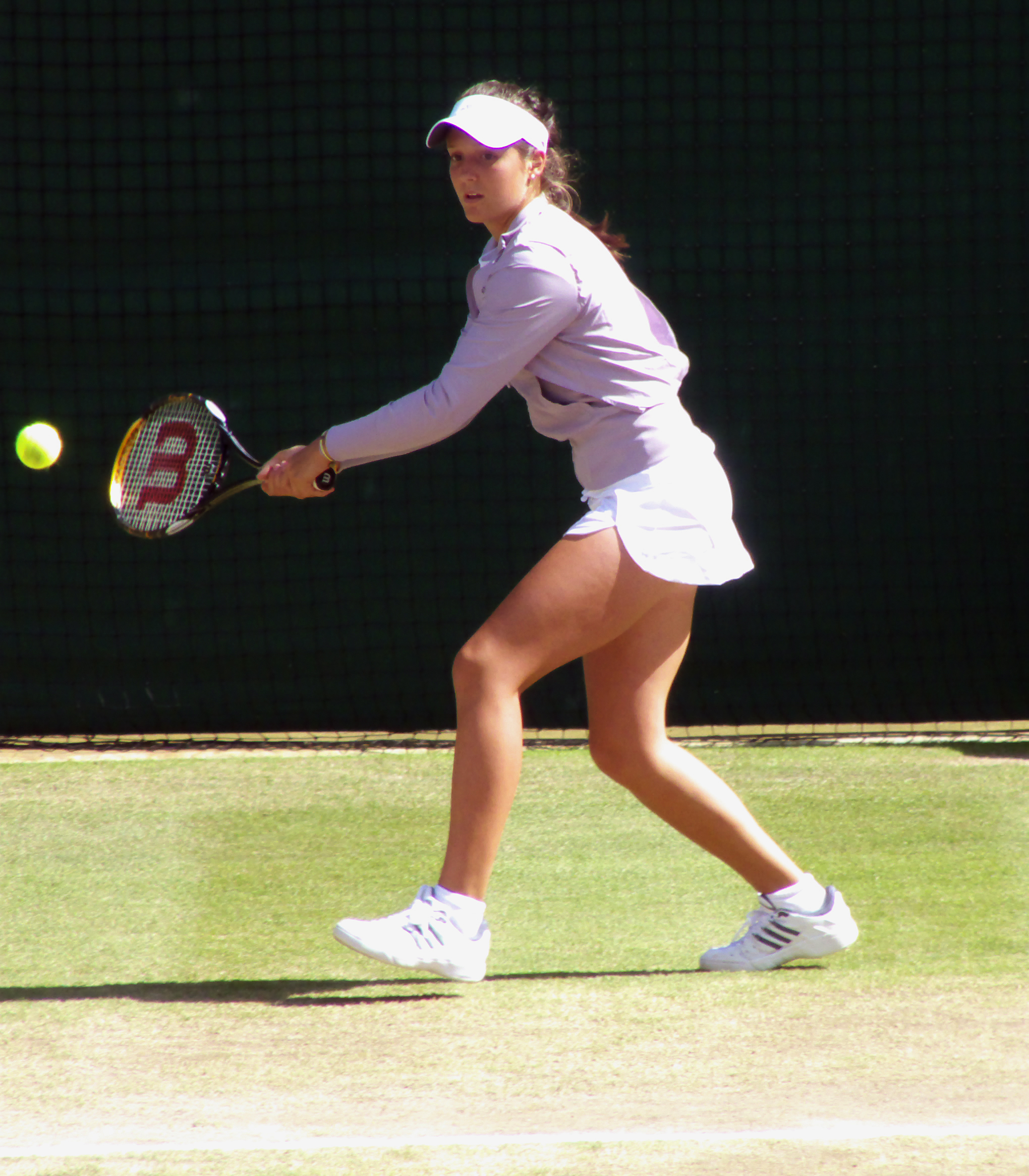
A lány egyéni bajnok Laura Robson

### Fiú egyéni
Grigor Dimitrov –  Henri Kontinen, 7–5, 6–3

### Lány egyéni
Laura Robson –  Noppawan Lertcheewakarn, 6–3, 3–6, 6–1

### Fiú páros
Cheng-peng Hsieh /  Tsung-hua Yang –  Matt Reid /  Bernard Tomic, 6–4, 2–6, 12–10

### Lány páros
Polona Hercog /  Jessica Moore –  Isabella Holland /  Sally Peers, 6–3, 1–6, 6–2

## Kiemeltek
Visszalépések: Jo-Wilfried Tsonga, Juan Mónaco, Carlos Moyà, Tatiana Golovin, Gaël Monfils.
|  | Bővebben: 2008-as wimbledoni teniszbajnokság – férfi egyes |

|  | Bővebben: 2008-as wimbledoni teniszbajnokság – női egyes |